# Каллии
Каллии (Каллии-Гиппоники) — условное название афинской аристократической семьи, старшей линии рода Кериков. Известно несколько поколений Каллиев, попеременно носивших имена Гиппоник и Каллий:
- Гиппоник I, современник Солона (VII—VI век до н. э.).
- Каллий I, сын Фениппа, олимпионик 564 до н. э.
- Гиппоник Аммон, жил около 490 до н. э.
- Каллий II — политик и дипломат, участник Марафонской битвы, заключил с персами Каллиев мир
- Гиппоник III — стратег во время Пелопоннесской войны
- Каллий III — военачальник и дипломат, знаменитый своим роскошным образом жизни, дружбой с философами и своим разорением
- Гиппоник IV — последний известный представитель семьи
- Гиппарета — жена Алкивиада

Возможно, к этой семье также принадлежал Каллий (сын Дидимия), знаменитый атлет-панкратиаст, победитель на 77-х Олимпийских играх в 472 до н. э.